# Lepthyphantes micromegethes
Lepthyphantes micromegethes là một loài nhện trong họ Linyphiidae.
Loài này thuộc chi Lepthyphantes. Lepthyphantes micromegethes được George Hazelwood Locket miêu tả năm 1968.